# Nevěsta messinská

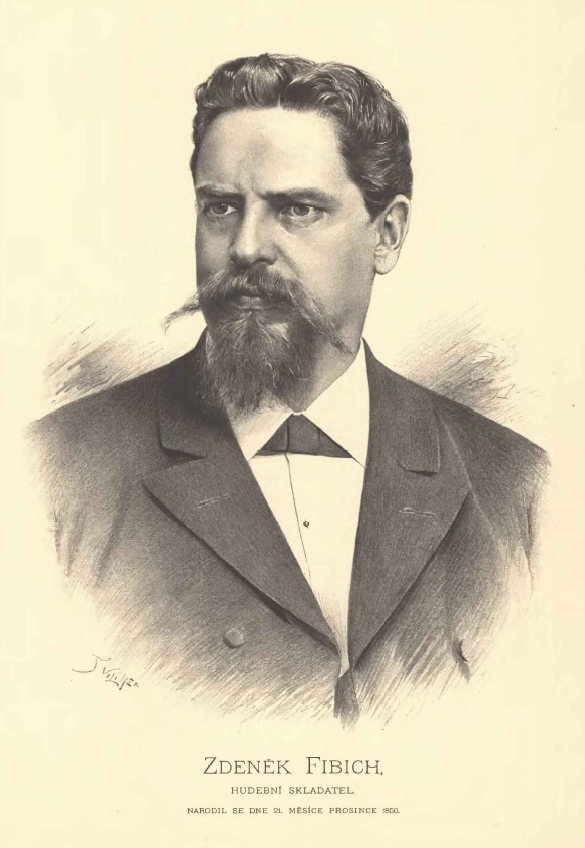
Retrat de Zdeněk Fibich.

Nevěsta messinská (en txec; La núvia de Messina, en català) és una òpera tràgica en tres actes, op. 18, del compositor Zdeněk Fibich. El llibret en txec és d'Otakar Hostinský, basat en Die Braut von Messina de Friedrich von Schiller. És l'òpera més wagneriana de Fibich, i la va compondre entre 1882 i 1883 amb el propòsit de presentar-la en un concurs d'òpera patrocinat pel Teatre Nacional de Praga. L'òpera va guanyar el primer premi del concurs de 1883 i va ser estrenada al Teatre Nacional el 28 de març de 1884 dirigida per Adolf Čech. Els crítics van respondre amb grans elogis a la feina i avui dia es considera una obra mestra de Fibich. Tanmateix, la història esquerpa, la partitura malenconiosa i l'estil astringent de l'òpera han impedit que hagi obtingut una gran popularitat.

## Personatges
| Rol            | Tipus de veu | Repartiment de l'estrena, 28 de març de 1884 (Director: Adolf Čech) |
| -------------- | ------------ | ------------------------------------------------------------------- |
| Donna Isabella | contralt     | Betty Fibichová                                                     |
| Don Manuel     | baríton      | Leopold Stropnický                                                  |
| Don César      | tenor        | Antonín Vávra                                                       |
| Diego          | baix         | Vilém Ellš                                                          |
| Béatrice       | soprano      |                                                                     |
| Cayetan        | baix         | Karel Čech                                                          |
| Bohemund       | tenor        |                                                                     |

## Enregistraments
- Zdenek Fibich Dau Braut von Messina - Lucia Cervoni, Thomas Florio, Richard Samek, Johannes Stermann, Noa Danon, Magdeburgische Philharmonie, Kimbo Ishii 2 CDs CPO, DDD, 2015 de l'estrena alemanya cantada en txec.[3][4]